# میلارد تایدینگز
میلارد تایدینگز (به انگلیسی: Millard Tydings) سناتور سابق عضو حزب دموکرات ایالات متحده آمریکا بود. وی در سال ۱۹۲۷ تا ۱۹۵۱ میلادی سناتور ایالت مریلند در سنای ایالات متحده آمریکا بود.